# Nicole Groult
Pour les articles homonymes, voir Groult.
Nicole Groult, née Marie Nicole Poiret le 15 avril 1887 à Paris (1er arrondissement) et morte le 24 octobre 1966 à Suresnes, est une styliste et costumière de théâtre française, promotrice de la mode « garçonne ». Elle est la mère des écrivaines féministes Benoîte Groult et Flora Groult. Elle est aussi la compagne pendant plus de quarante ans de la peintre Marie Laurencin.

## Biographie
Benjamine des quatre enfants, Jeanne (née en 1871), Paul (1879), Germaine (1885) et Nicole (1887), de la famille Poiret, la jeune Nicole rêve d'être chanteuse d'opérette. En 1907, à peine majeure, elle est mariée au décorateur André Groult. Le mariage ne sera pas consommé avant des années et Benoîte Groult, sa première fille, ne naîtra que treize ans plus tard.
En 1911, elle se lie d'amitié avec la maîtresse désabusée d'Apollinaire, la peintre Marie Laurencin, que Henri-Pierre Roché, son agent, a présentée au maître de son frère Paul, le mécène Jacques Doucet. Avec elle, elle fréquente à Montmartre les artistes du Bateau-Lavoir, ainsi que Jean Cocteau, Anna de Noailles et devient une figure du milieu artistique parisien. Marie Laurencin deviendra la marraine de baptême de sa fille Benoîte. André Groult édite des papiers peints aux motifs imaginés par Marie Laurencin.
Durant la Première Guerre mondiale, André Groult est envoyé au front et Marie Laurencin, dont le mari est allemand, est retenue en exil en Espagne. 
Elle commence alors à créer des robes pour ses amies. La guerre finie, comme Germaine Bongard, sa sœur, au 5 rue de Penthièvre, elle ouvre une maison de couture au 29 de la rue d'Anjou à Paris. Elle habille notamment la chanteuse et compositrice Marthe Figus, pour laquelle elle élabore plusieurs tenues,. 
« Femme émancipée des années 1900-1930 [...] mondaine mais créatrice, extravagante et inventive », elle conduit très vite sa maison à la célébrité. 
Nicole Groult mène avec son frère Paul Poiret, également couturier, et son amie Isadora Duncan une lutte sans merci, dès 1906, pour la libération de la femme, qui commence par l'abolition du corset,. À la fin des années 1920, ses créations comme celles de son frère Paul Poiret et de Madeleine Vionnet imposent une ligne fonctionnelle, adaptée à la fois aux femmes laborieuses émergeant dans les classes moyennes et au goût pour le charleston où le corps doit se sentir libre, aux antipodes de la silhouette en « S » qui disparaît enfin.
Durant les Années folles, son modéliste Georges Geoffroy crée les déguisements des bals costumés de Youki, la muse de Foujita. 
Le combat pour la libération de la femme ne passe pas que par le vêtement et l'indépendance financière, mais aussi par une certaine revendication de l'amour libre et des amitiés saphiques, telle qu'on la voit en 1921 au côté son amie Marie Laurencin dans l'album de photographies constitué par Francis Poulenc. 
Sa fille aînée Benoîte, appelée Rosie (son second prénom) raconte cette amitié particulière de façon à peine voilée dans son roman Les Trois quarts du temps. Cependant « le pouvoir des conventions sociales est plus fort que tout. La morale bourgeoise impose ses canons et Nicole Groult (...) est mariée. On peut séduire une "amie", mais l'on regagne le soir le lit conjugal. »
Malgré son talent, le costume qu'elle imagine pour le ballet d'Erik Satie La Belle excentrique donné au Coliseum Theatre en 1921 n'est pas plus retenu que ceux proposés par Kees van Dongen, Jean Hugo ou Marie Laurencin. 
C'est son frère, le couturier Paul Poiret, qui réalisera le projet dessiné par Jean Cocteau. Elle réalise les costumes de Suzanne ou Le Passage à niveau, comédie en 3 actes de Steve Passeur créée le 30 janvier 1929 à la Comédie des Champs-Élysées dans une mise en scène de Louis Jouvet avec Pierre Renoir, Valentine Tessier, Michel Simon et Romain Bouquet. 
Elle est photographiée en 1926 avec ses lévriers par Jacques Henri Lartigue pour l'album Famille, autoportraits et amis dans les années 1920. 
À la fin de sa vie elle fut frappée "d'anémie cérébrale" ou, selon sa fille Benoîte de la maladie d'Alhzeimer.
Elle est inhumée dans la même chapelle du cimetière Montmartre que son frère, le couturier Paul Poiret, et son époux, le décorateur André Groult, et sa sœur Jeanne Poiret, épouse de René Boivin, dans la 8e division.